# Espinoso del Rey (kommunhuvudort)
Espinoso del Rey är en kommunhuvudort i Spanien.   Den ligger i provinsen Toledo och regionen Kastilien-La Mancha, i den centrala delen av landet, 130 km sydväst om huvudstaden Madrid. Espinoso del Rey ligger 723 meter över havet och antalet invånare är 599.
Terrängen runt Espinoso del Rey är kuperad åt sydväst, men åt nordost är den platt. Terrängen runt Espinoso del Rey sluttar norrut. Runt Espinoso del Rey är det mycket glesbefolkat, med 7 invånare per kvadratkilometer. Närmaste större samhälle är Los Navalucillos, 12,2 km öster om Espinoso del Rey. Omgivningarna runt Espinoso del Rey är i huvudsak ett öppet busklandskap.